# 129.ª Divisão de Infantaria (Alemanha)
A 129ª Divisão de Infantaria (em alemão:129. Infanterie-Division) foi uma unidade militar que serviu no Exército alemão durante a Segunda Guerra Mundial.

## Comandantes
| Comandante                                  | Data                                            |
| ------------------------------------------- | ----------------------------------------------- |
| Generalleutnant Stephen Rittau              | 1 de outubro de 1940 - 22 de agosto de 1942     |
| General der Nachrichtentruppen Albert Praun | 22 de agosto de 1942 - 25 de setembro de 1943   |
| Generalmajor Karl Fabiunke                  | 25 de setembro de 1943 - 31 de janeiro de 1944  |
| Generalleutnant Heribert von Larisch        | 31 de janeiro de 1944 - 11 de fevereiro de 1945 |
| Generalmajor Bernhard Ueberschär            | 11 de fevereiro de 1945 - 8 de maio de 1945     |

## Oficiais de operações
| Major Johann Steets           | 25 de outubro de 1940-Jan 1941               |
| Major Sachenbacher            | 1941-1942                                    |
| Major Karl-Ernst Rahtgens     | 1942-1943                                    |
| Oberstleutnant Joachim Möller | 15 de outubro de 1943-15 de novembro de 1944 |
| Major Dieter Kaempfe          | 15 de novembro de 1944-maio de 1945          |

## Área de operações
| Alemanha                       | outubro de 1940 - junho de 1941  |
| Frente Oriental, setor central | junho de 1941 - setembro de 1944 |
| Prússia Oriental               | setembro de 1944 - maio de 1945  |